# Bahnstrecke Zbehy–Radošina
| Kursbuchstrecke (ZSSK): | 142                                        |                                   |                                   |
| Streckenlänge: | 20,322 km                                  |                                   |                                   |
| Spurweite: | 1435 mm (Normalspur)                       |                                   |                                   |
| Streckenklasse: | Zbehy–Nové Sady: D4 Nové Sady–Radošina: C3 |                                   |                                   |
| Streckengeschwindigkeit: | 60 km/h                                    |                                   |                                   |
| |                                            |                                   |                                   |
| \| \| \| von Lužianky (km 0) \| \| \| \| \| Verbindungsbahn von Jelšovce \| \| \| \| 3,727 \| Zbehy \| Zbehy \| \| \| \| nach Leopoldov \| \| \| \| 4,332 \| Čab-Sila \| Čab-Sila \| \| \| 4,367 \| vlečka Agrochemicky podnik Levice \| vlečka Agrochemicky podnik Levice \| \| \| 6,719 \| Čab-Sila zastávka \| Čab-Sila zastávka \| \| \| 7,820 \| Nové Sady \| Nové Sady \| \| \| 10,444 \| Malé Zálužie \| Malé Zálužie \| \| \| 11,781 \| Kapince \| Kapince \| \| \| 13,462 \| Biskupová \| Biskupová \| \| \| 15,031 \| Malé Ripňany \| Malé Ripňany \| \| \| 15,031 \| Veľké Ripňany \| Veľké Ripňany \| \| \| 20,035 \| Behynce \| Behynce \| \| \| 24,049 \| Radošina \| Radošina \| \| \| \| \| \| \| Quellen: [1][2] \| \| \| \| |                                            |                                   |                                   |
| Strecke |                                            | von Lužianky (km 0)               | von Lužianky (km 0)               |
| Abzweig geradeaus und von rechts |                                            | Verbindungsbahn von Jelšovce      | Verbindungsbahn von Jelšovce      |
| Bahnhof | 3,727                                      | Zbehy                             | Zbehy                             |
| Abzweig geradeaus und nach links |                                            | nach Leopoldov                    | nach Leopoldov                    |
| Haltepunkt / Haltestelle | 4,332                                      | Čab-Sila                          | Čab-Sila                          |
| Abzweig geradeaus und nach rechts | 4,367                                      | vlečka Agrochemicky podnik Levice | vlečka Agrochemicky podnik Levice |
| Haltepunkt / Haltestelle | 6,719                                      | Čab-Sila zastávka                 | Čab-Sila zastávka                 |
| Bahnhof | 7,820                                      | Nové Sady                         | Nové Sady                         |
| Haltepunkt / Haltestelle | 10,444                                     | Malé Zálužie                      | Malé Zálužie                      |
| Bahnhof | 11,781                                     | Kapince                           | Kapince                           |
| Haltepunkt / Haltestelle | 13,462                                     | Biskupová                         | Biskupová                         |
| Haltepunkt / Haltestelle | 15,031                                     | Malé Ripňany                      | Malé Ripňany                      |
| Bahnhof | 15,031                                     | Veľké Ripňany                     | Veľké Ripňany                     |
| Haltepunkt / Haltestelle | 20,035                                     | Behynce                           | Behynce                           |
| Kopfbahnhof Streckenende | 24,049                                     | Radošina                          | Radošina                          |
| |                                            |                                   |                                   |
| Quellen: |                                            |                                   |                                   |

Die Bahnstrecke Zbehy–Radošina ist eine regionale Eisenbahnverbindung in der Slowakei. Sie zweigt in Zbehy von der Bahnstrecke Lužianky–Leopoldov ab und führt im Nitrianska pahorkatina (Neutraer Bergland) nach Radošina.

## Geschichte
Die Strecke wurde am 26. November 1909 als private Lokalbahn eröffnet. Die Betriebsführung übernahmen die Königlich Ungarischen Staatsbahnen (MÁV) für Rechnung der Eigentümer.
Nach dem Zerfall Österreich-Ungarns im Oktober 1918 und der Gründung des neuen Staates Tschechoslowakei ging die Betriebsführung an die neu gegründeten Tschechoslowakischen Staatsbahnen (ČSD) über. Die ungarischen Betriebsstellennamen wurden in der Folge durch slowakische ersetzt.
Ab den 1930er Jahren setzten die ČSD im Reiseverkehr moderne Motorzüge ein, die sowohl eine Verdichtung des Fahrplanes, als auch eine deutliche Fahrzeitverkürzung ermöglichten. Der Sommerfahrplan 1938 verzeichnete fünf Zugpaare, die sämtlich als Motorzug geführt waren. Drei der Züge waren von und nach Nitra durchgebunden.
Ende der 1940er Jahre bauten die ČSD eine Verbindungskurve zwischen den Lužianky–Leopoldov und Palárikovo–Veľké Bielice, die am 9. Mai 1948 in Betrieb ging. In diesem Zusammenhang entstand nördlich der Gemeinde Zbehy am Bahnkilometer 3,849 ein neuer Bahnhof Zbehy. Die bisherige Station Zbehy erhielt den neuen Namen Lužianky. Die Lokalbahn nach Radošina wurde in der Folge in den neuen Bahnhof Zbehy als Ausgangspunkt eingebunden, das zur Bahnstrecke Lužianky–Leopoldov parallel verlaufende Streckengleis von Lužianky bis Zbehy wurde 1950 abgetragen.
In den folgenden Jahrzehnten verdichteten die ČSD den Reisezugfahrplan auf bis zu zehn Personenzugpaare. Ein Teil der Züge war weiter von und nach Nitra oder Lužianky durchgebunden. Im Fahrplan 1989/90 benötigten die Züge mit Halt auf allen Unterwegsstationen zwischen Zbehy und Radošina zwischen 53 und 57 Minuten. Die kürzeste Fahrzeit mit 45 Minuten hatten drei beschleunigte Personenzüge, die in Biskupová und Behynce ohne Halt durchfuhren. Nach einer Oberbauerneuerung sanken die Fahrzeiten bei den beschleunigten Zügen dann 1991 auf 35 Minuten.
Am 1. Januar 1993 ging die Strecke in Folge der Dismembration der Tschechoslowakei an die neu gegründeten Železnice Slovenskej republiky (ŽSR) über. Am 2. Februar 2003 wurde der Personenverkehr eingestellt, der zuletzt mit sechs Zugpaaren abgewickelt wurde.